# Баракли (дем Долна Джумая)
Вижте пояснителната страница за други значения на Баракли.
Баракли или Байракли (на гръцки: Βαλτερό, Валтеро, катаревуса: Βαλτερόν, Валтерон, до 1926 Μπαρακλή, Баракли) е село в Република Гърция, Егейска Македония, дем Долна Джумая (Ираклия) на област Централна Македония с 1102 жители (2011).

## География
Баракли е разположено на 22 километра северозападно от град Сяр (Серес) и на 4 километра източно от Долна Джумая (Ираклия) в Сярското поле.

## История

### Етимология
Според Йордан Н. Иванов името е от турското barakli от barak, космат, влакнест, голяма лоза.

### В Османската империя
През XIX век Баракли е село със смесено население, числящо се към Демирхисарската каза на Серския санджак. Според Васил Кънчов („Пътуване по долините на Струма, Места и Брегалница“) селото 
| „ | е било по-преди главно място в околността, но после Джумая го надминала. От него тя се казва много често Баракли-Джумая. | “ |

В „Етнография на вилаетите Адрианопол, Монастир и Салоника“, издадена в Константинопол в 1878 година и отразяваща статистиката на населението от 1873 година, Баръклъ чифлик (Barëklë tchiflik) е посочено като село със 120 домакинства с 40 жители мюсюлмани и 330 жители българи.
Според статистиката на Васил Кънчов („Македония. Етнография и статистика“) от 1900 година селото брои 730 жители, от които 300 българи християни, 300 турци, 100 черкези и 30 цигани.
Всички християни от Бараклия (Baraklia) са патриаршисти, под ведомството на Цариградската патриаршия. По данни на секретаря на Българската екзархия Димитър Мишев („La Macédoine et sa Population Chrétienne“) в 1905 година в селото има 480 българи патриаршисти.
При избухването на Балканската война в 1912 година трима души от Байракли са доброволци в Македоно-одринското опълчение.

### В Гърция
Селото попада в пределите на Гърция след Междусъюзническата война в 1913 година. Боривое Милоевич пише в 1921 година („Южна Македония“), че Баракли има 60 къщи турци. Според преброяването от 1928 година, Байракли е смесено бежанско село с 99 бежански семейства с 446 души.
| Име               | Име        | Ново име | Ново име  | Описание                                        |
| ----------------- | ---------- | -------- | --------- | ----------------------------------------------- |
| Боклук или Буклук | Μπουκλούκι | Скупида  | Σκουπίδια | ниви Ю от Баракли, от турското bokluk, „бунище“ |
| Гьолапия          | Γκιολάπια  | Лимнулес | Λιμνούλες | местност на С от Баракли                        |
| Алчако или Алчак  | Άλτσάκι    | Хамнилон | Χαμηλόν   | ливади ЮИ или ССИ от Баракли                    |

## Личности
Родени в Баракли
- Дино Ив. Бахчадиев, македоно-одрински опълченец, 15 щипска дружина[14]
- Иван Марков, македоно-одрински опълченец, четата на Стою Хаджиев, 1 рота на 15 щипска дружина[15]
- Стоян Иванов (1891 – ?), македоно-одрински опълченец, 3 ротина на 11 воденска дружина[16]